# 日本國鐵DD42型柴油機車
DD42型柴油机车（日语：DD42形ディーゼル機関車）是日本國有鐵道的液力傳動柴油機車車型之一，由日本車輛製造于1955年设计制造。该型机车属于实验性车型，仅试制了一台并未投入批量生产。1957年至1958年间，这台机车曾经被日本国铁借入用作试验；后来又被常總筑波鐵道（今關東鐵道）购入并改称为DD901型柴油机车，先后投入常總線和鉾田線运用，至1988年停运报废。

## 开发背景
1950年代初，受到美国和联邦德国大力推动牵引动力内燃化改革的影响，日本国有铁道也开始计划非电气化干线的牵引动力现代化。随着旧金山和平条约的签订，日本在1952年完成了从统制经济到市场经济的转变，正式结束了石油制品统制制度，日本国铁随即恢复新型柴油机车的研制工作。在国铁柴油机车处于开发和摸索阶段的1950年代，日本国内的铁路机车制造商先后试制了一系列原型车，日本国铁并与制造商订立了车辆贷借契约，以租借的名义将这些原型车纳入国铁车辆编制及进行试验，1955年研制成功的DD42型柴油机车即为其中之一。

## 运用历史

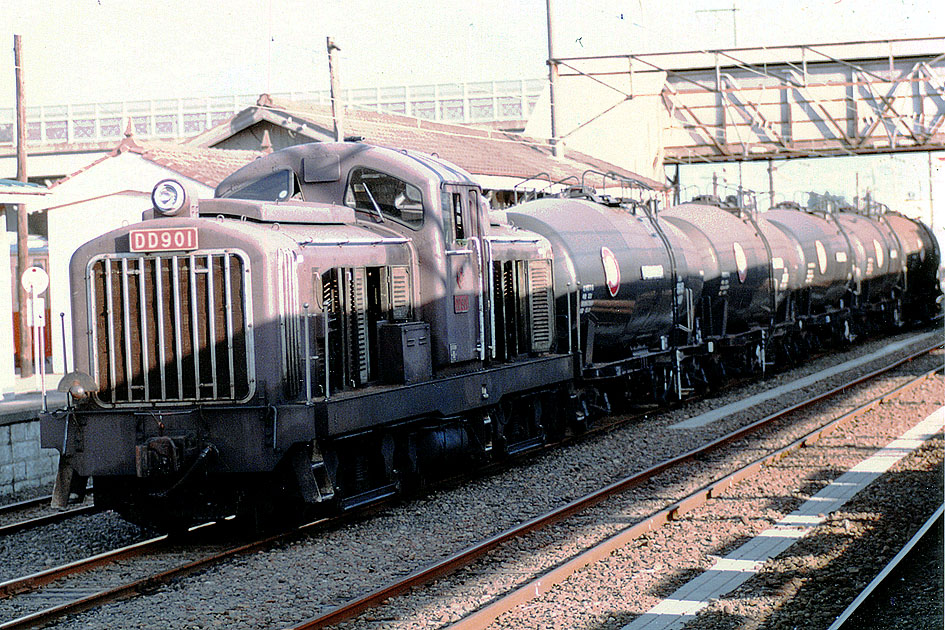
DD901号机车牵引鹿岛铁道货物列车（1985年）

- 1955年（昭和30年）9月，日本车辆制造完成试制一台柴油机车，工厂制造编号为1766[2]。
- 1957年（昭和32年）6月3日，日本国铁向日本车辆制造借入这台机车，以DD42型柴油机车的名义纳入国铁车辆编制，并将其配属到名古屋机关区（日语：名古屋車両区），主要担当笹島站（日语：笹島駅）的调车任务[2]。
- 1958年（昭和33年）3月31日，DD42 1号机车正式从国铁车辆编制除籍，并返还日本车辆制造。
- 1958年（昭和33年）7月，常總筑波鐵道（日语：常総筑波鉄道）购入这台机车，并将其定型为DD901型柴油机车，配属常總線的水海道机关区[2]。
- 1965年（昭和40年）6月1日，常總筑波鐵道与鹿島參宮鐵道（日语：鹿島参宮鉄道）合併，并发起成立新的關東鐵道。
- 1972年（昭和47年）3月，DD901号机车在水海道机关区完成柴油机和液力传动箱的更换作业。
- 1974年（昭和49年）11月26日，机车转配属鉾田線（日语：鹿島鉄道線）的石冈机关区。
- 1979年（昭和54年）4月1日，鉾田線从关东铁道独立分离出来，发起成立新的鹿島鐵道（日语：鹿島鉄道）。
- 1988年（昭和63年）3月13日，DD901号机车完成最后一次营业走行[2]。
- 1988年（昭和63年）3月31日，DD901号机车在石冈机关区报废，此后被静态保存于常陸小川站（日语：常陸小川駅）内侧线。
- 2007年（平成19年）2月27日，DD901号机车在常陸小川站解体处理[2]。

## 技术特点

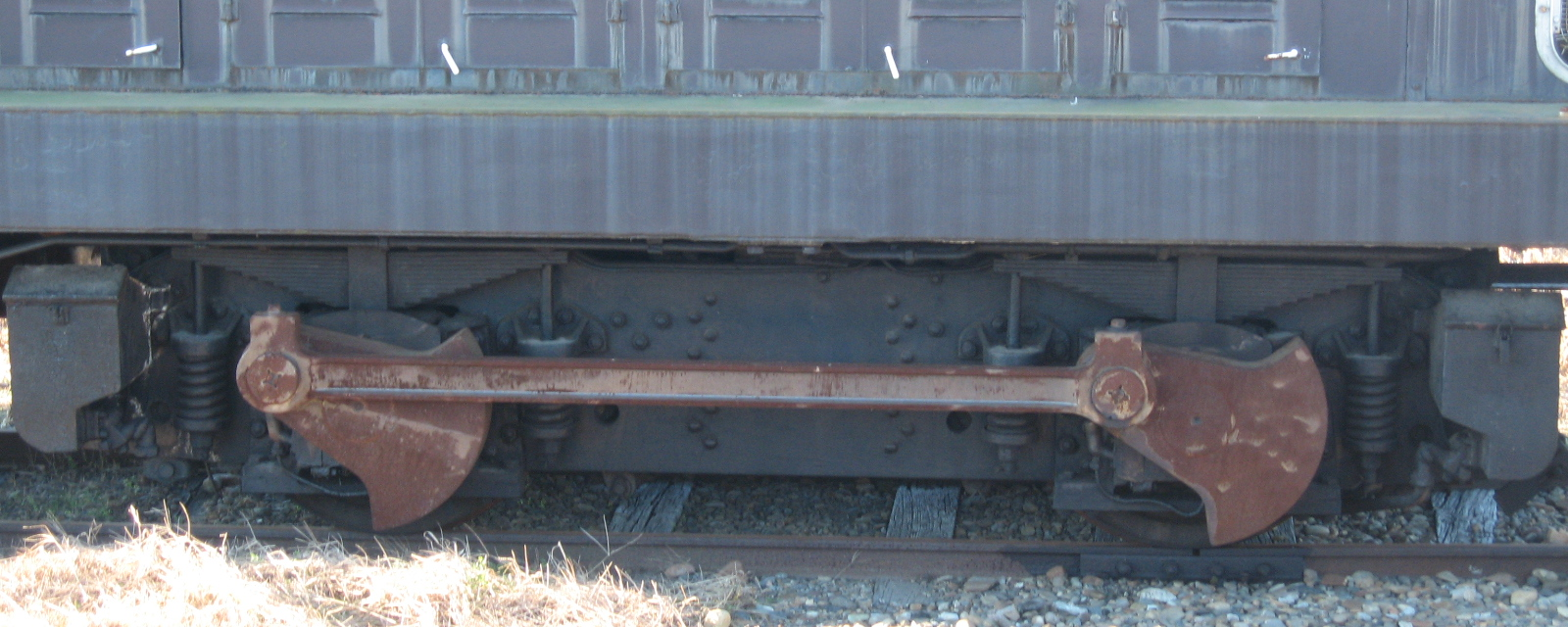
DD901号机车的连杆式转向架

DD42型柴油机车是由日本車輛製造自行研制的液力传动调车柴油机车，采用底架承载和外走廊结构的罩式车体。司机室设有两组斜对称布置且结构相同的司机操纵台，以便司机选择任意一个方向操纵机车，但由于每组司机操纵台只对应其中一个行驶方向，司机若要变更行驶方向则必须转到另一边的操纵台，因此这台机车对于需要频繁变换行驶方向的站内调车作业较为不便，反而更适合较长时间内无需转换方向的干线小运转作业。基于DD42型柴油机车的经验，此后采用中间司机室布置的日本国铁柴油机车，例如投入批量生产的DD13、DE10型柴油机车等，均采用一组操纵台横向布置及司机侧身操作的方式，只需通过切换开关来改变机车行驶方向。
DD42型柴油机车是采用双机组的液力传动柴油机车，两套动力机组分别对称布置在司机室前后。机车落成当时装用两台振興造機（今神鋼造機）制造的DMF36型高速柴油机，额定功率为450马力，额定转速为每分钟1500转；每台柴油机直接与一台振興造機制造的DS1.2/1.35型液力传动装置相连，它是由二级四轮的液力变扭器、直连离合器、行星齿轮、飞轮和控制机构组成，具有完全自动转换的三个速度档，这种液力传动装置结构紧凑、性能良好，因而亦被后来的DD13型柴油机车广泛采用。
至1972年，为了提高与关东铁道其他柴油机车的零部件共通性，改为装用与DD13型柴油机车相同的DMF31SB型高速柴油机，可以与关东铁道DD902型柴油机车（与日本国铁DD13型柴油机车的后期车相同）通用，额定功率提高至500马力，额定转速为每分钟1500转；并且改装新潟变扭器公司（今日立NICO传动设备）的DB138型液力传动装置，可以与关东铁道DD502型柴油机车通用。
机车走行部为两台二轴转向架。液力传动装置输出的扭矩首先驱动两台转向架当中靠近司机室的两个轮对，然后通过转向架构架外侧的连杆机构驱动其余两个轮对。